# 522 př. n. l.

## Události
- 11. března – Vzpoura mága Gaumáty proti perskému králi Kambýsovi II. – Gaumáta krátkodobě uznán perským králem (vydává se za Kambýsova bratra Smerdia).
- 29. září – Dareios, syn Hystaspův, provádí v Persii státní převrat – Gaumátova smrt.

## Úmrtí
- Kambýsés II.
- Gaumáta

## Hlava státu
- Perská říše:
  - Kambýsés II.
  - Gaumáta
  - Dareios I.